# Ходаковська Діана Олександрівна
Ходаковська Діана Олександрівна (нар.. 28 червня 1985 року Коростень, Українська РСР) — російська телеведуча та українська модель, «Королева Світу — Україна 2008».

## Біографія
Діана Ходаковська народилася 28 червня 1985 року у місті Коростень, Житомирської області, УРСР.
Росла єдиною дитиною, але у 2015 році у її батьків народилися двійнята Давид і Венера. До повноліття проживала в місті Коростень. Навчалася в школі № 4 з математичним ухилом. Активно займалася танцями та англійською мовою. Брала участь як ведуча і учасниця місцевого танцювального колективу на концертах та заходах рідного міста.
У 2000 році, у 15 років, перемогла у першому конкурсі краси «Міс Літо 2000» (Коростень).
У 2002 році, закінчивши школу з відзнакою, вступила до Київського національного університету імені Тараса Шевченка на романо-германський факультет, за спеціальністю перекладач німецької та англійської мов.
Паралельно з навчанням поєднувала модельну кар'єру. Співпрацювала з агентствами Karin Model Management Group і Linea-12.
У 2005 році завоювала титул «Королева Університету 2005», головним призом стала квартира від «Еліта-Центр».
У 2007 році стала «Обличчям міста» і «Королевою глядацьких симпатій» на конкурсі «Королева Києва 2007». Того ж року взяла участь у конкурсі «Topmodel of the World 2007» (Китай), де увійшла в Top 10.
У 2007 році Діана Ходаковська отримала диплом магістра романо-германської філології.
У 2008 році завоювала корону «Королева Світу — Україна 2008», з якою вона представляла Україну в Австрії на конкурсі краси «Королева Світу-2008». Отримала титул «Першої Віце-Королеви Світу 2008» / «1-st runner ір Queen of the World 2008».
У 2009 році вступила на факультет режисури ігрового кіно в майстерню Іраклія Квірікадзе (Вищі курси сценаристів і режисерів), у зв'язку з чим переїхала в Москву. Її документальні картини брали участь у конкурсі фестивалю «Святої Анни».
У 2011 році, закінчивши навчання, почала працювати на телебаченні в програмі «Стильний рейтинг» на каналі Fashion TV. Через кілька місяців перейшла на канал World Fashion Channel до програми «Best Look». Там же вона почала свій новий проєкт, який веде дотепер — «Щоденники тижня моди з Діаною Ходаковською».
У 2012 році продюсувала і вела на каналі Москва 24 передачу «Міста і Мери», де в ході бесіди з мером віддзеркалювалось життя зарубіжної столиці його очима.
У 2013 році популярна телеведуча Діана Ходаковська, після перемоги у кулінарному шоу «Звана вечеря» на РЕН ТВ, стала Легендою цієї програми за п'ять років.
У 2014 році Діана Ходаковська продюсувала і вела на каналі Москва 24 передачу «Ідеальний вихідний», де складала захопливі маршрути вихідного дня по Москві.
У 2015 році на запрошення російського Першого каналу приєдналася до команди ранкового мовлення «Доброго ранку», в якій працює дотепер.
Того ж року Діана створила жіночий клуб «Concept women's Club», де зібрала під одним дахом жінок різного віку з різних соціальних сфер для знайомства, спілкування і навчання.
У 2016 році Діана Ходаковська стала амбасадоркою бренду «Kabrita».

## Освіта
- У 2002 році Діана Ходаковська закінчила школу № 4 з математичним ухилом. міста Коростень.
- У 2007 році закінчила романо-германський факультет Київського національного університету імені Тараса Шевченка за спеціальністю перекладач німецької та англійської мов.
- У 2011 році закінчила факультет режисури ігрового кіно в майстерні Іраклія Квірікадзе, (Вищі Курси Сценаристів і Режисерів),
- У 2015 році, стала обличчям елітарного Клубу «The Orator Club», де пройшла курси з техніки публічної, ефірної та акторської майстерності, основ світського етикету, невербальної форми статусної поведінки.
- У 2015 році, закінчила Державне бюджетне професійне освітнє установа міста Москви "Харчовий коледж № 33. Має державний диплом кухаря і кондитера 3 розряду[6].
- У 2016 році, закінчила «SELFTAILOR» — курси крою та шиття, майстер-класи, розробка лекал і малосерійне пошиття.

## Телевізійні програми
- 2011 — «Стильний рейтинг» на FashionTV
- 2011 — «Best Look» на World Fashion Channel
- 2011 — «Щоденники тижня моди з Діаною Ходаковською» на World Fashion Channel
- 2012 — «Міста і Мери» Москва 24
- 2014 — «Ідеальний вихідний» Москва 24
- 2015 — Ведуча кулінарної рубрики передачі «Доброго ранку» на Першому каналі

## Титули та нагороди
- «Міс Літо 2000» (м. Коростень, Україна)
- «Королева Університету 2005» (Україна, Київ)
- «Міс Євробачення 2005» (Україна, Київ)
- «Miss Fashion 2005» (Росія, Москва)
- «Обличчя Столиці» і «Королева Глядацьких Симпатій» на конкурсі «Королева Києва 2006»
- Top 10 на світовому фіналі конкурсу «Top Model of the World 2007[en]» (Китай, Пекін)
- «Королева Світу — Україна 2008» (Україна, Київ)
- «Перша Віце-Королева Світу-2008» (Австрія, Ішгль)
- Золота медаль і кубок на танцювальному фестивалі «Арбат 2014» в номінації «Леді Денс»
- Диплом «Щасливчик року» в номінації «Дарувати щастя 2014» премії «women's Success Awards 2014»[7][8]

## Родина
- Батько — Ходаковський Олександр Петрович (нар. 8 лютого 1961), підприємець.
- Мати — Ходаківська Валентина Пилипівна (до шлюбу Мужилова, нар. 29 листопада 1965), депутатка IV скликання міського управління м. Коростень.
- Брат — Ходаковський Давид Олександрович (нар. 2 червня 2015).
- Сестра — Ходаківська Венера Олександрівна (нар. 2 червня 2015).
- Чоловік — Петрухін Артем Ігорович (нар. 28 квітня 1985), бізнесмен.
- Дочка — Петрухіна Ніна Артемівна (нар. 25 листопада 2016).

## Особисте життя
У 2016 році одружилася і народила дочку.
Багато подорожує, займається спортом, ревітонікою і танцями. Створює одяг для свого бренду «CWC». А також захоплюється малюванням, в'язанням і вишивкою камінням на вечірніх туалетах.